# Переконання (фільм, 2007)
«Переконання» (англ. Persuasion) — британський телефільм 2007 року, екранізація однойменного роману Джейн Остін 1817 року. Його режисером став Адріан Шергольд, а Саймон Берк написав сценарій. Саллі Гокінз виступає в ролі головної героїні Енн Елліот, Руперт Пенрі-Джонс грає Фредеріка Вентворта. Вісім років тому Енн переконали відхилити пропозицію Вентворта про шлюб. Зараз 27-річна та неодружена, Енн знову зустрічається з Вентвортом, який заробив свій статок у Наполеонівських війнах і шукає дружину — будь-кого, крім Енн, якій він не пробачив тієї давньої відмови. 
«Переконання» — перший із трьох романів, адаптованих у 2007 році під час сезону Джейн Остін на ITV. Драма була спільною роботою Clerkenwell Films та американської студії WGBH Boston. Прем'єра «Переконання» відбулася 1 квітня 2007 року у Великій Британії, його переглянули 5,4 мільйона глядачів. Фільм отримав неоднозначні відгуки від телевізійних критиків.

## Сюжет

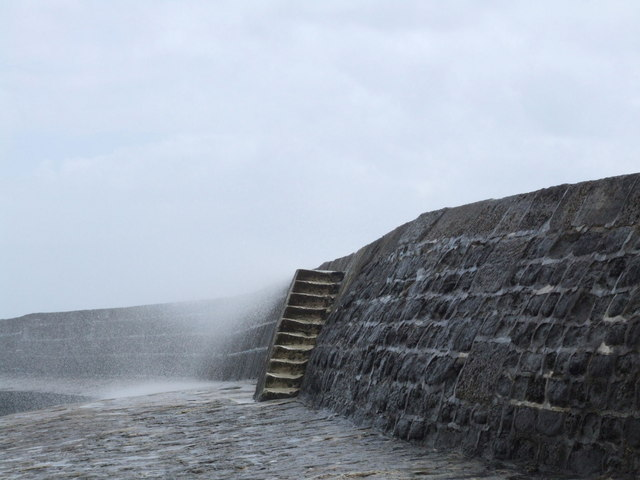
Стіна гавані Кобба в Лаймі

Елліоти стикаються з фінансовими труднощами через необачні витрати сера Волтера Елліота та його старшої дочки Елізабет. Адвокат пропонує здати родинний маєток Келлінч Холл в оренду адміралу Крофту, який брав участь у Наполеонівських війнах. Енн Елліот стурбована такою перспективою. 
Адмірал одружений із сестрою капітана Фредеріка Вентворта, з яким Енн була заручена вісім років тому. Тоді, на початку своєї кар'єри, командир Вентворт був без грошей і без корабля. Проти цього союзу був батько Енн та леді Расселл, подруга покійної леді Елліот, яка переконала Енн розірвати заручини. Через вісім років Енн, здавалося б, втратила чари своєї юності, тоді як Вентворт отримав звання капітана Королівського флоту і став заможним завдяки грошовим винагородам за успіхи на службі. 
Сер Волтер та Елізабет від'їжджають до Бату, залишаючи Енн доглядати за молодшою сестрою Мері Мазгроув у сусідньому Апперкроссі. Вентворт приїздить відвідати свою сестру в Келлінч-Холл, знайомиться з Мазгроувами, майже відразу між ними виникають дружні стосунки. Енн і Вентворт зустрічаються знову, але він видається холодним і далеким. Вона впевнена, що він ніколи не пробачить їй і не полюбить її знову. Енн з болісним розчаруванням спостерігає за тим, з якою прихильністю і увагою капітан ставиться до молодих Луїзи та Генрієтти Мазгроув. Вентворт повідомляє про намір поїхати до Лайма, щоб відвідати своїх друзів, капітанів Гаррі Гарвілла та Джеймса Бенвіка. Всі виявили бажання поїхати з ним.
Наречена Бенвіка померла, доки він був у морі. Відтоді Джеймс оселився у Лаймі з родиною її брата і проводить свої дні, читаючи похмуру поезію і оплакуючи свою кохану. Оскільки Енн також любить читати та знайома із втратою і розчаруванням, вона намагається підбадьорити Бенвіка. Хоч він проявляє цікавість до Енн, поволі оговтуючись від свого горя, її серце належить капітану Вентворту. 
Під час небезпечної демонстрації своєї непохитності Луїза стрибає з Коббу і травмує голову об каміння. Вона залишається у Гарвіллів, доки одужає достатньо, щоб повернутися додому. Вентворт, Енн та Генрієтта повертаються в Апперкросс, щоб повідомити Мазгроувам про травму Луїзи. Тут Енн та капітан попрощалися, здавалося б, назавжди. 
Енн, приєднавшись до свого батька і сестри в Баті, виявляє, що її родина відновила знайомство з містером Елліотом, далеким родичем, який успадкує їхній родинний маєток і титул. Він заможний і дуже уважний до Елліотів. Енн помічає його цікавість до себе, але не вважає її щирою. 

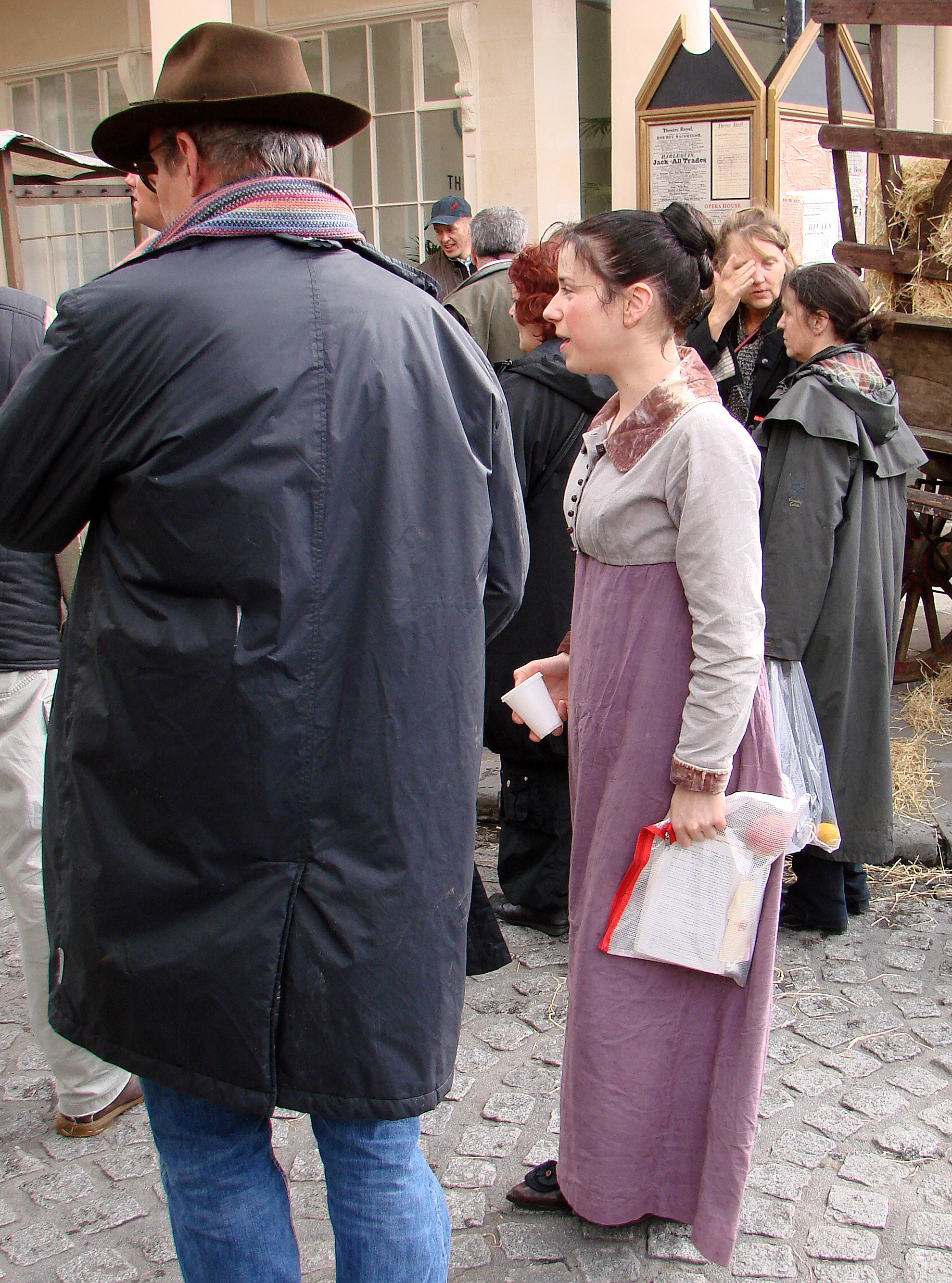
Гокінз у Баті під час зйомки локацій, 2006 рік

Поки Луїза одужувала, Вентворт усвідомив, що досі кохає Енн, але Гарвілли вважають, що він заручений з Луїзою. Вражений, Вентворт дослухається до поради Гарвілла і їде відвідати брата. Повернувшись через кілька тижнів, він дізнається, що Луїза та Бенвік заручені. Задоволений таким поворотом подій, Вентворт вирушає до Бату, нібито, щоб відвідати сестру. 
Там капітан Вентворт дізнається, що містер Елліот залицяється до Енн. Почувши чутки про пропозицію містера Елліота, адмірал Крофт посилає Вентворта повідомити Енн, що якщо вона та її новий чоловік захочуть проживати в Келлінч-Холлі, він буде радий відмовитися від оренди. На подив Вентворта, Енн каже йому, що адмірал помиляється, оскільки вона не заручена з містером Елліотом. Їх розмову перериває приїзд леді Рассел і Мазгроувів. Вентворт йде і пише Енн записку, де зізнається, що кохає її ще більше, ніж вісім років тому, і просить її руки. 
Енн поспішає, щоб швидше знайти капітана, але їй це не вдається. Вона зустрічає свою добру подругу місіс Сміт, яка повідомляє справжню мету вчинків містера Елліота: він бажає стати баронетом і, одружившись з Енн, планував зробити місіс Клей своєю коханкою. Це завадило б шлюбу пані Клей з батьком Енн та потенційному народженню спадкоємця чоловічої статі, який би позбавив містера Елліота спадщини. Енн наштовхується на капітана Гарвілла, який передає записку від Вентворта. 
Енн, після тривалих пошуків, нарешті знаходить Фредеріка і приймає його пропозицію. Вентворт запитує, чи вона не передумає, а Енн відповідає, що ніколи в житті не була більш впевненою, і цілує його.

## У ролях
- Саллі Гокінз — Енн Елліот
- Руперт Пенрі-Джонс — Капітан Фредерік Вентворт
- Ентоні Гед — Сер Волтер Елліот
- Джулія Девіс — Елізабет Елліот
- Аліса Кріге — Леді Рассел
- Тобайас Мензіс — Містер Вільям Елліот, заможний далекий родич Енн
- Майкл Фентон Стівенс — Містер Шепард
- Мері Стоклі — Місіс Клей
- Джозеф Моул — Капітан Гаррі Гарвілл
- Фінлі Робертсон — Капітан Джеймс Бенвік
- Ніколас Фаррелл — Містер Мазроув
- Аманда Хейл — Мері Мазроув, сестра Енн
- Сем Гезелдайн — Чарльз Мазроув
- Дженніфер Гіггам — Луїза Мазгроув
- Розамунд Стефан — Генрієтта Мазгроув
- Пітер Вайт — Адмірал Крофт
- Маріон Бейлі — Місіс Крофт, сестра Фредеріка
- Мейсі Дімблбі — Місіс Сміт
- Сара Бакленд — доглядальниця Рук
- Тіллі Трімейн — Віконтесса Делрімпл

## Виробництво

### Концепція та адаптація
10 листопада 2005 року Джулія Дей з «The Guardian» повідомила, що співробітник ITV Нік Елліотт замовив три нові адаптації: «Менсфілд-парку», «Нортенґерського абатства» та «Переконання». Елліот прокоментував, що адаптації будуть «важливими рімейками для нового покоління». Він пояснив: «Приблизно кожні 10 років усі великі історії потребують переосмислення. Ці фільми будуть дуже великими фільмами 2007 року... ми просили та переконували команди, які працюватимуть над адаптаціями, зробити їх молодими». Сценарист Саймон Берк вирішив, що головна героїня має вести щоденник, щоб допомогти глядачам зрозуміти сильні почуття втрати, які переживає зовні стримана Енн Елліот. Кожен запис у щоденнику — це невеликі частини розповіді Остін. Після ознайомлення з великою кількістю матеріалів та досліджень Гокінз вирішила розглянути персонаж Енн Еліот з погляду самої Джейн Остін. Коли Гокінз емоційно озвучує щоденникові записи, Джейн Остін оживає. Цей прийом, поєднаний режисером Адріаном Шергольдом з тим, що Енн іноді руйнує «Четверту стіну», дає відчуття близькості між аудиторією, головним персонажем та Джейн Остін.
Елліотт заявив, що він навмисно ухилявся від замовлення адаптацій «Гордості і упередження» та «Чуття і чуттєвості», щоб зосередити увагу на менш відомих творах Остін. Кожна з трьох постановок, створених під час сезону Джейн Остін, була зроблена різними компаніями, акторами та режисерами, тому всі вони «різні».

### Кастинг

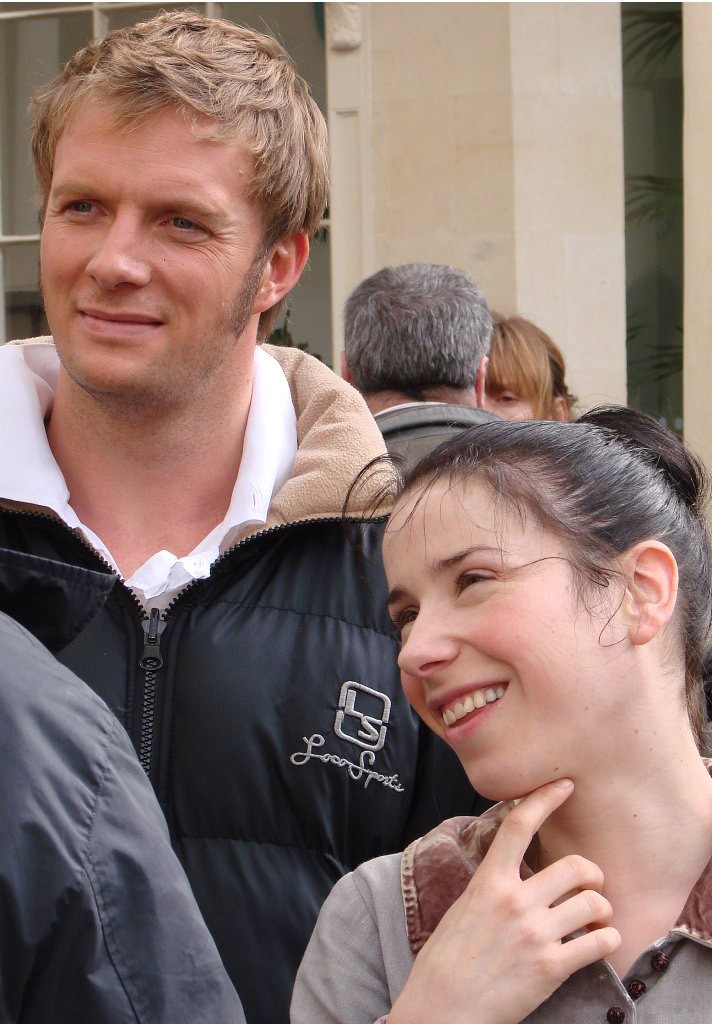
Руперт Пенрі-Джонс та Саллі Гокінз під час зйомок

Карен Прайс із «Вестерн мейл» повідомила, що ITV пообіцяв «зібрати вершки британського акторського таланту» під час кастингу для цих трьох адаптацій. Саллі Гокінз попросили зіграти головну героїню «Переконання», Енн Еліот. Актриса була знайома з Остін ще зі школи.Хоч їй було приємно, що її запросили на цю роль, вона спочатку вагалася щодо повернення до Остін. «Я перечитала книги і закохалася в Джейн Остін... Я була трохи зневажлива, і за це мені зараз соромно. Це як зневажити Діккенса чи Беккета. Її роботи ніколи раніше не входили в мій світ, і я дуже рада, що це сталося». Вона перечитала всі твори Остін, а також особисті листи автора та біографії.  Даючи коментар для Емі Рафаель з «The Independent», Гокінз пояснила: «Джейн була неймовірною жінкою. Їй було лише трохи за сорок, коли вона померла. Я упевнилася, що «Переконання» стосується її власного любовного життя; Енн Елліот послухала хибної поради і відмовила чоловіку, який виявився коханням всього її життя. Вона — тип жінки, якою Ви хотіли б бути: стриманою, вишуканою, веселою. Я повністю закохалася в неї».
17 вересня 2006 року Натан Беван з Western Mail повідомив, що Руперта Пенрі-Джонса, актора телесеріалу «Привиди» (англ. Spooks), затверджено на роль капітана Вентворта. Це вперше Пенрі-Джонс отримав головну роль у костюмованій драмі. Він зауважив: «У сучасній драматургії все настільки очевидно. У костюмованій драмі все тримають в собі. Ви повинні знайти способи показати почуття, що вирують під поверхнею». Актор додав, що йому подобається грати Вентворта, «бо за його чарівністю та приємними манерами у товаристві є гіркота і смуток, через те, що кохання всього його життя, Енн Елліот, відмовила йому». Через п'ять днів було оголошено, що Джулія Девіс і Ентоні Гед будуть з'являтися як Елізабет Елліот і сер Волтер Елліот відповідно.

### Костюми
Дизайнером костюмів для «Переконання» була Андреа Галер. Галер зробила вбрання Енн простим та скромним, оскільки вона не долучається до товариства Бату. Дизайнерка пояснила: «Я хотіла, щоб її вигляд гармоніював з природою. Оскільки ми знімали взимку, я могла використати у її одязі зів’ялі осінні кольори». У 2008 році костюми з «Переконання» виставили для огляду в Центрі Джейн Остін у Баті. Виставка включала вбрання, які носили Енн, Леді Рассел та сестри Мазгроув. Через чотири роки багато костюмів з «Переконання» та драми «Міс Остін шкодує» були продані на інтернет-аукціоні, організованому Центром Джейн Остін. Галер зізналася, що з ними було важко розлучитися, але настав час рухатися вперед, і вона сподівається, що їх придбали, бо вони асоціюються з фільмами Остін. Галер прокоментувала: «Це було важко зробити, але я це зробила». 

### Зйомки
Із трьох запланованих адаптацій саме «Переконання» почали знімати першим. Режисером ITV найняв Адріана Шергольда, який зазвичай працював над «гострими» фільмами, такими як «Останній кат» (англ. Pierrepoint: The Last Hangman) 2005 року. Продюсер Девід Снодін пояснив: «Залучення Адріана до цих зйомок — це заява сама по собі, оскільки, як відомо, він зазвичай не працює з класикою. Це багато в чому стосується того, як він спрямовує камеру — прямо на обличчя людей, — і він створює щось набагато сучасніше, ніж ви очікували». Шергольд погодився стати режисером «Переконання» лише після того, як дізнався, що Гокінз грає Енн Елліот. Він сказав: «Вона наповнює кожен сантиметр персонажів, яких вона грає».

## Просування та трансляція
ITV розпочала загальнонаціональну кампанію з просування свого сезону Джейн Остін. Кампанія включала три телевізійні реклами та кінотеатри, зовнішню рекламу та оголошення в пресі. ITV Creative зробив рекламні трейлери на 20, 30 та 60 секунд, які розпочали показувати на каналах ITV з 25 лютого 2007 року. Наступного дня в окремих виданнях національної преси почали з’являтися рекламні оголошення. Зовнішні рекламні оголошення та повідомлення в пресі були створені компанією M&C Saatchi, тоді як MindShare здійснював закупівлю рекламних місць. 
«Переконання» було третьою із адаптацій Остін, які показали у Великій Британії. Його транслювали на ITV о 9:00 1 квітня 2007 року. Драма вийшла на телеканалі TVOntario в Канаді 30 грудня 2007 року. «Переконання» було показано 13 січня 2008 року на американському каналі PBS як частина їх серіалу Театр Шедеврів Остін. 8 червня фільм транслювався на австралійському каналі ABC1.

## Прийом

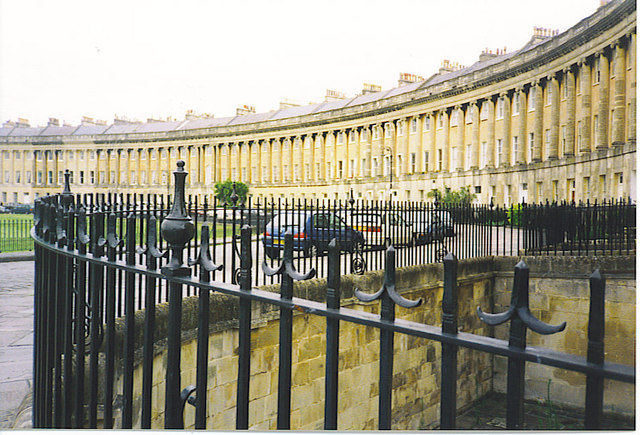
Роял Крессент, де Енн приймає пропозицію капітана Вентворта

«Переконання» було добре сприйняте аудиторією, залучивши 6,2 мільйона глядачів (26,1% аудиторії) під час своєї першої трансляції у Сполученому Королівстві. 939 000 австралійських глядачів переглянули драму, коли вона вийшла в ефір на ABC1 у червні 2008 року. Чотири газетні видання вказали цю драму як свій «Вибір дня». Фільм має 80% рейтинг схвалення Rotten Tomatoes.
Критики порівнювали цю адаптацію з попередніми версіями «Переконання» та з іншими постановками добре відомих творів Остін. «Daily Post» обрав «Переконання» «найкращою із трьох пропозицій цієї серії». Однак Меттью Гілберт із «Бостон глоуб» висловив думку, що адаптація «бліда, порівняно з надзвичайною версією 1995 року». Девід Віганд із «Сан-Франциско Кронікл» висловив сильне незадоволення адаптацією, особливо порівняно з серіалами «Гордість та упередження» 1995 року та постановкою «Емма» 1996 року.
Гра Гокінс була добре сприйнята більшістю. «Variety» зазначив, що «Переконання» «пропонує привабливу героїню, Сара виглядає особливо вразливою, як пасивна Енн, яка знову ризикує втратити можливість стати щасливою». З іншого боку, Джон Боланд з «Irish Independent» назвав Гокінс «вирішальним недоліком» постановки. «Це був найгірший промах у виборі актора на роль відтоді, як Тома Круза запросили зіграти холоднокровного найманого вбивцю в «Співучаснику». На думку газети «The Age», Пенрі-Джонс занадто гарний для ролі капітана Вентворта.

### Нагороди та номінації
«Переконання» отримало номінацію на кращу драму на Prix Italia 2007. За виконання ролі Енн Елліот Гокінс отримала Премію Королівського телевізійного товариства як найкраща актриса, нагороду за найкраще виконання ролі актрисою у телевізійному фільмі на телевізійному фестивалі в Монте-Карло. Девіс і Кріге також отримали номінації в цій же категорії, а Гед і Пенрі-Джонс були номіновані на премію за найкраще виконання ролі актором в телевізійному фільмі. На RTS Craft & Design Awards у 2007 році Кевін Горсвуд отримав нагороду за «Найкращі візуальні ефекти». Шергольд здобув номінацію на нагороду Британської академії телебачення 2008 року.